# The People v. O. J. Simpson: American Crime Story
The People v. O. J. Simpson: American Crime Story é a primeira temporada da antológica série de televisão American Crime Story, da FX. A temporada estreou no dia 2 de fevereiro de 2016 tendo continuidade até o dia 5 de abril de 2016, e consistiu em um total de 10 episódios. The People v. O. J. Simpson explora a história de O. J. Simpson que foi acusado de assassinar sua esposa, é baseado no livro de Jeffrey Toobin The Run of His Life: The People v. O. J. Simpson que foi lançado por ele em 1997.
The People v. O. J. Simpson recebeu aclamação da crítica, com elogios para a maioria das performances, direção e escrita. Na 68° edição do Primetime Emmy Awards, a temporada recebeu 22 indicações, em 13 categorias, vencendo 9 delas, mais do que qualquer outro show, incluindo Outstanding Limited Series. Também ganhou o Globo de Ouro de Best Miniseries or Television Film e Best Actress – Miniseries or Television Film para Sarah Paulson.

## Elenco e personagens

### Principal
- Sterling K. Brown como Christopher Darden
- Kenneth Choi como Juiz Lance Ito
- Christian Clemenson como William Hodgman
- Cuba Gooding Jr. como O. J. Simpson
- Bruce Greenwood como Gil Garcetti
- Nathan Lane como F. Lee Bailey
- Sarah Paulson como Marcia Clark
- David Schwimmer como Robert Kardashian
- John Travolta como Robert Shapiro
- Courtney B. Vance como Johnnie Cochran

### Recorrente
- Keesha Sharp como Sylvia Dale Cochran
- Chris Bauer como Det. Tom Lange
- Angel Parker como Shawn Chapman
- Selma Blair como Kris Jenner
- Jordana Brewster como Denise Brown
- Connie Britton como Faye Resnick
- Garrett M. Brown como Lou Brown
- Chris Conner como Jeffrey Toobin
- Kelly Dowdle como Nicole Brown Simpson
- Asia Monet Ray como Sydney Simpson
- Ariel D. King como Arnelle Simpson
- Tye White como Jason Simpson
- Bonita Friedericy como Patti Goldman
- Dale Godboldo como Carl E. Douglas
- Jessica Blair Herman como Kim Goldman
- Jeris Poindexter como Watson Calhoun
- Jenna Willis como Tanya Brown
- Kelsey Griswold como Dominique Brown
- Susan Beaubian como Amanda Cooley
- Mary Anne McGarry como Juditha Brown
- Roslyn Gentle como The Demon
- P.L Brown como Easter Island
- Christopher Boyer como Santa Claus
- Cocoa Brown como Jeanette Harris
- Diana Daves como Golden Girl
- Virginia Louise Smith como Francine Florio-Bunten
- Noree Victoria como Tracy
- Cassius M. Willis como Michael Knox
- China Shavers como Shirley Simpson
- Isabella Balbi como Kourtney Kardashian
- Morgan Bastin como Khloe Kardashian
- Nicolas Bechtel como Rob Kardashian
- Veronica Galvez como Kim Kardashian
- Valeri Ross como Eunice Simpson
- Michael Graham como Deputy OJ
- Rio Hackford como Pat McKenna
- Jun Hee Lee como Dennis Fung
- Ehsan Shahidi como Justin Simpson
- Hudson West como Travis Clark
- Caleb Foote como Eli
- David Bickford como Michael Baden
- Angela Elayne Gibbs como Barbara Cochran
- Stephanie McVay como Linda
- Paul Kim Jr. como Henry Lee
- Frances Gray como Beatrice Wilson
- Millette Pauley como Brenda Moran
- Finn Sweeney como Trevor Clark
- Evan Handler como Alan Dershowitz
- Larry King como ele mesmo
- Jake Koeppl como Ron Goldman
- Cheryl Ladd como Linell Shapiro
- Billy Magnussen como Kato Kaelin
- Rob Morrow como Barry Scheck
- Robert Morse como Dominick Dunne
- Michael McGrady como Det. Phillip Vannatter
- Steven Pasquale como Det. Mark Fuhrman
- Leonard Roberts como Dennis Schatzman
- Joseph Siravo como Fred Goldman
- Malcolm-Jamal Warner como Al Cowlings

| - Marguerite Moreau como Laura McKinny - Angie Patterson como Paula Barbieri - Kwame Patterson como Michael Darden - Romy Rosemont como Jill Shively - Duane Shepard Sr. como Mr. Darden - Beau Wirick como Allan Park - Ken Lerner como Howard Weitzman | - O.J. Simpson - Nicole Brown Simpson - Bill Clinton - Barbara Walters - Rodney King - Penny Daniels |

## Episódios
| N.º na série | N.º na temp. | Título                      | Dirigido por      | Escrito por                                                            | Exibição original       | Audiência nos EUA (milhões) |
| ------------ | ------------ | --------------------------- | ----------------- | ---------------------------------------------------------------------- | ----------------------- | --------------------------- |
| 1            | 1            | "From the Ashes of Tragedy" | Ryan Murphy       | Scott Alexander & Larry Karaszewski                                    | 2 de fevereiro de 2016  | 5.12                        |
| 2            | 2            | "The Run of His Life"       | Ryan Murphy       | Scott Alexander & Larry Karaszewski                                    | 9 de fevereiro de 2016  | 3.90                        |
| 3            | 3            | "The Dream Team"            | Anthony Hemingway | D. V. DeVincentis                                                      | 16 de fevereiro de 2016 | 3.34                        |
| 4            | 4            | "100% Not Guilty"           | Anthony Hemingway | Maya Forbes & Wallace Wolodarsky e Scott Alexander & Larry Karaszewski | 23 de fevereiro de 2016 | 3.00                        |
| 5            | 5            | "The Race Card"             | John Singleton    | Joe Robert Cole                                                        | 1 de março de 2016      | 2.73                        |
| 6            | 6            | "Marcia, Marcia, Marcia"    | Ryan Murphy       | D. V. DeVincentis                                                      | 8 de março de 2016      | 3.00                        |
| 7            | 7            | "Conspiracy Theories"       | Anthony Hemingway | D. V. DeVincentis                                                      | 15 de março de 2016     | 2.89                        |
| 8            | 8            | "A Jury in Jail"            | Anthony Hemingway | Joe Robert Cole                                                        | 22 de março de 2016     | 2.91                        |
| 9            | 9            | "Manna from Heaven"         | Anthony Hemingway | Scott Alexander & Larry Karaszewski                                    | 29 de março de 2016     | 2.76                        |
| 10           | 10           | "The Verdict"               | Ryan Murphy       | Scott Alexander & Larry Karaszewski                                    | 5 de abril de 2016      | 3.27                        |

## Produção

### Desenvolvimento
Em 7 de outubro de 2014, foi anunciado que a FX havia encomendado uma temporada de 10 episódios de American Crime Story, desenvolvida por Scott Alexander e Larry Karaszewski, com a produção executiva de Alexander e Karaszewski, bem como Ryan Murphy e Brad Falchuk. Murphy também dirigiu o episódio piloto. Outros produtores executivos são Nina Jacobson e Brad Simpson. Os co-produtores executivos são Anthony Hemingway e D. V. DeVincentis. Esperava-se que todos os 10 episódios fossem escritos por Alexander e Karaszewski. A série estava anteriormente em desenvolvimento na Fox, mas mudou para a empresa irmã, a rede a cabo FX. Murphy e outros queriam criar um relato imparcial do julgamento, fazendo "certas acusações de culpa, outras acusações de inocentes", de acordo com Cuba Gooding Jr, para que tivessem uma "abundância de emoções com que brincar".

### Casting
Cuba Gooding Jr. e Sarah Paulson foram os primeiros a serem escalados como Simpson e Marcia Clark, respectivamente. Posteriormente, David Schwimmer foi escalado como Robert Kardashian. Em janeiro de 2015, foi noticiado que John Travolta havia se juntado ao elenco como Robert Shapiro; ele também serviria como produtor. Em fevereiro de 2015, Courtney B. Vance juntou-se à série como Johnnie Cochran. Em março de 2015, foi anunciado que Connie Britton iria co-estrelar como Faye Resnick. Em abril de 2015 foram escalados Sterling K. Brown como Christopher Darden, Jordana Brewster como Denise Brown, e Kenneth Choi como juiz Lance Ito. Em maio de 2015, foi confirmado que Selma Blair interpretaria Kris Kardashian Jenner. Em julho de 2015, foi anunciado que Nathan Lane havia se juntado ao elenco como F. Lee Bailey.

### Filmagens
A fotografia principal começou em 14 de maio de 2015, em Los Angeles, California.

## Recepção

### Audiência
| №  | Título                      | Exibição original       | Rating/share (18–49) | Audiência (em milhões) | DVR (18–49) | Audiência em DVR (milhões) | Total (18–49) | Audiência total (em milhões) |
| -- | --------------------------- | ----------------------- | -------------------- | ---------------------- | ----------- | -------------------------- | ------------- | ---------------------------- |
| 1  | "From the Ashes of Tragedy" | 2 de fevereiro de 2016  | 2.0                  | 5.11                   | 1.6         | 3.86                       | 3.6           | 8.97                         |
| 2  | "The Run of His Life"       | 9 de fevereiro de 2016  | 1.5                  | 3.89                   | 1.9         | 4.37                       | 3.4           | 8.26                         |
| 3  | "The Dream Team"            | 16 de fevereiro de 2016 | 1.3                  | 3.33                   | 1.6         | 3.45                       | 2.9           | 6.78                         |
| 4  | "100% Not Guilty"           | 23 de fevereiro de 2016 | 1.3                  | 2.99                   | 1.4         | 3.35                       | 2.7           | 6.34                         |
| 5  | "The Race Card"             | 1 de março de 2016      | 1.1                  | 2.72                   | 2.0         | 4.28                       | 3.1           | 7.00                         |
| 6  | "Marcia, Marcia, Marcia"    | 8 de março de 2016      | 1.2                  | 3.00                   | 1.8         | 4.03                       | 3.0           | 7.03                         |
| 7  | "Conspiracy Theories"       | 15 de março de 2016     | 1.2                  | 2.89                   | 1.7         | 3.88                       | 2.9           | 6.77                         |
| 8  | "A Jury in Jail"            | 22 de março de 2016     | 1.2                  | 2.91                   | 1.3         | 3.01                       | 2.5           | 5.92                         |
| 9  | "Manna from Heaven"         | 29 de março de 2016     | 1.1                  | 2.76                   | 1.8         | 3.99                       | 2.9           | 6.75                         |
| 10 | "The Verdict"               | 5 de abril de 2016      | 1.3                  | 3.27                   | 1.6         | 3.51                       | 2.9           | 6.78                         |